# Nagy horászáni út
A nagy horászáni út egy, a kora ókortól használatban lévő kereskedelmi útvonal, amely a Zagrosz-hegység hágóin át, majd az Alborz déli lejtői mentén keresztülhalad az Iráni-fennsíkon. Nevét onnan kapta, hogy végcélja a történelmi Horászán régió volt. A szó jelentése „Keleti föld” vagy „Napkelet földje”.

## Földrajza
A Zagrosz-hegység az Eurázsiai- és Arábiai földkéreglemezek összeütközésekor jött létre. Fő kőzetei a mészkő és a dolomit. Ez a vidék sokkal csapadékosabb, mint a régió keletebbre fekvő területei. A puhább üledékes kőzeteket az erózió eltávolította, a felhalmozódott üledékek a völgyekbe mosódtak le.  Az ott kanyargó folyók így optimális lehetőséget teremtettek a mezőgazdaságra. Nem véletlen, hogy Godin Tepe régészeti lelőhelyén a Kr. e. 6. évezredbeli település maradványait találták meg.  
Míg a szárazabb területeken a nyári nappali hőség magas, addig a Zagrosz völgyeiben alacsonyabb az évi középhőmérséklet, előnyösebb életfeltételeket szab. 
A nem ritkán 3000-4000 méteres magasságot is elérő hegycsúcsok masszív falként választják el az Iráni-fennsíkot Mezopotámiától. Az egymást szorosan követő vonulatok szűk, folyosószerű völgyeket alakítottak ki. Ezekben a völgyekben alakultak ki a szinte kizárólag az áthaladó kereskedelemmel foglalkozó városok.
A történelmi Rhagae-t (ma Sár-e- Rej) elhagyva az Alborz-hegység déli lejtőinek lábánál halad végig, átlagosan 1000 méteres tengerszint feletti magasságban. Karavánszerájtól karavánszerájig haladva vágtak keresztül a ma Khar Turánnak nevezett fennsíkon. Erre a területre a nedvességet hozó szél sosem jut el, így alakultak ki a valóságos- és félsivatagok.

## A horászáni út nyomvonala
A mai Bagdadtól délre ömlik a Tigrisbe a Dijála folyó (másik nevén Szirván). Innen indul csaknem 1500 kilométeres útjára a nagy horászáni út. A folyó völgyében halad egészen a Zagrosz nyugati lejtőinek lábánál fekvő Kaszre-Sirinig, ahonnan délkeleti irányban egymást követő hágókon (1000-1400 m) áthaladva jut el egy széles völgyön át Iszlámábád-e Gharbba. Északkeleti irányba fordul, a vonulatokkal merőlegesen halad Kermánsáhig. Behisztun környékén a hegyek elérik az akár 2500 méteres magasságot is. Az asszír szikladomborművek egy kivételes állapotban fennmaradt példája az ún. behisztuni felirat itt, a hegy oldalába vájva található. Keleti, majd a kangavari Anahíta-szentély után északkeleti irányba fordul. Az Alvand-hegységet észak felől megkerülve jut el a mai Hamadánba, amely a Méd Birodalom gazdag fővárosa volt a Kr. e. 8. századtól a birodalom bukásáig, amikor is Kürosz perzsa király elfoglalta (Kr. e. 550).
Kelet-északkeleti irányban halad Rej felé, amely város a médek egyik legfontosabb kulturális központja volt korábban. Az Alborz vonulataival párhuzamosan halad keresztül Kumisz tartományon, majd a mai Sáhrud város közelében lép át a Horászán régióba. Keleti irányban továbbhaladva éri el Neisápur városát. Utóbbi a keleti világ egyik legpompásabb nagyvárosa volt, a selyemút egyik legfontosabb városa, a Táhiridák és Szeldzsuk Birodalom korai fővárosa volt. Neisápur után a horászáni út több, kisebb forgalmú és jelentőségű úttá vált szét. Az egyik Herát, egy másik pedig Szamarkand irányába folytatódott.

## Történelme
A Zagrosz völgyeit a korai ókorban guti, kasszita (kassú), és mitanni népcsoportok lakták. A korban ritka volt a távolsági kereskedelem kereskedelmi központok, és megfelelő felszerelés (málhás állatok) híján. Jelentősége az Újasszír Birodalom déli és délkeleti hódításai során nőtt meg. Már a 9.században is indítottak hadjáratokat a Zagrosz belsejébe, azonban főként zsákmányszerzés céljából. III. Tukulti-apil-ésarra (Kr.e. 745-727) alapított két tartományt (Parszua és Bít-Hamban) a Horászán völgyének peremén. II. Sarrukín (Kr.e. 721-705) Harhar és Kišessim néven alapított tartományai immár magukban foglalták az útvonal egy részét. Az asszír uralkodók összesen hét kereskedelmi telepet (káru) alapítottak a nagy horászáni út mentén.
A horászáni út első felvirágzását a teve mint málhás állat elterjedésének köszönheti. Ez a Kr. e. 7. századra tehető.
Az Óperzsa Birodalom korában az útvonal nyugati része betagozódott a Királyi Út néven ismert távolsági kereskedelmi-kommunikációs útvonalba, amely a birodalom nyugati területét (Szardeisz) kötötte össze a központtal, Szúzával és Perszepolisszal. Hérodotosz leírásában olvashatunk erről a fejlett infrastruktúráról. 
Nagy Sándor hódításai következtében teljes egészében Makedónia uralma alá került. A Szeleukidák uralmát megdöntő Pártus Birodalom lett később birtokosa a távolsági kereskedelemnek a térségben.
Az Újperzsa Birodalom évszázadaiban élte fénykorát a horászáni út, ezt bizonyítja a rengeteg palotakomplexum, amelyet az útvonal mentén fedeztek fel.
A későbbi időkben, az Omajjádok, majd Abbászidák uralkodása alatt (8. századtól) a selyemút jelentőségének növekedésével fordított arányosságban csökkent a horászáni út fontossága. 